# Energylandia
Energylandia è un parco di divertimenti in Polonia. Si trova a Zator, nel voivodato della Piccola Polonia, in Polonia meridionale. Si trova a circa 50 km da Cracovia e circa 400 da Varsavia, capitale della Polonia. Energylandia è il più grande parco divertimenti del paese, con un'estensione pari a 700000 m².

## Storia
Energylandia fu inaugurato il 14 luglio 2014. Durante il suo primo anno il parco presentava tre montagne russe, mentre l'anno successivo ne furono aperte altre tre. Nel 2016 il parco aprì Formuła, un launched coaster prodotto da Vekoma.
Nell'ottobre del 2016 il parco annunciò l'apertura di tre nuove montagne russe per la stagione 2017. Il parco illustrò anche i piani per un nuovo hypercoaster che sarebbe stato inaugurato per la stagione 2018. Nell'ottobre 2017 il nome del nuovo hypercoaster fu annunciato come Hyperion. Oltre a Hyperion il parco aprì, lo stesso anno, un water coaster prodotto da Intamin, di nome Speed, identica copia di Divertical situato nel più grande parco italiano Mirabilandia aperto 5 anni prima, nel 2012.
Il 22 agosto 2019 il parco ha aperto Zadra, una montagna russa ibrida (sia in acciaio che in legno), prodotta dall'azienda Rocky Mountain Construction.
A settembre 2019 è stato annunciato che una nuova area dal nome di Aqualantis sarebbe stata aperta nell'aprile del 2020. L'area comprende 9 attrazioni tra cui il nuovo coaster Abyssus.
Nel 2024 il parco apre una nuova zona: Sweet Valley, dedicata alle famiglie.

## Attrazioni

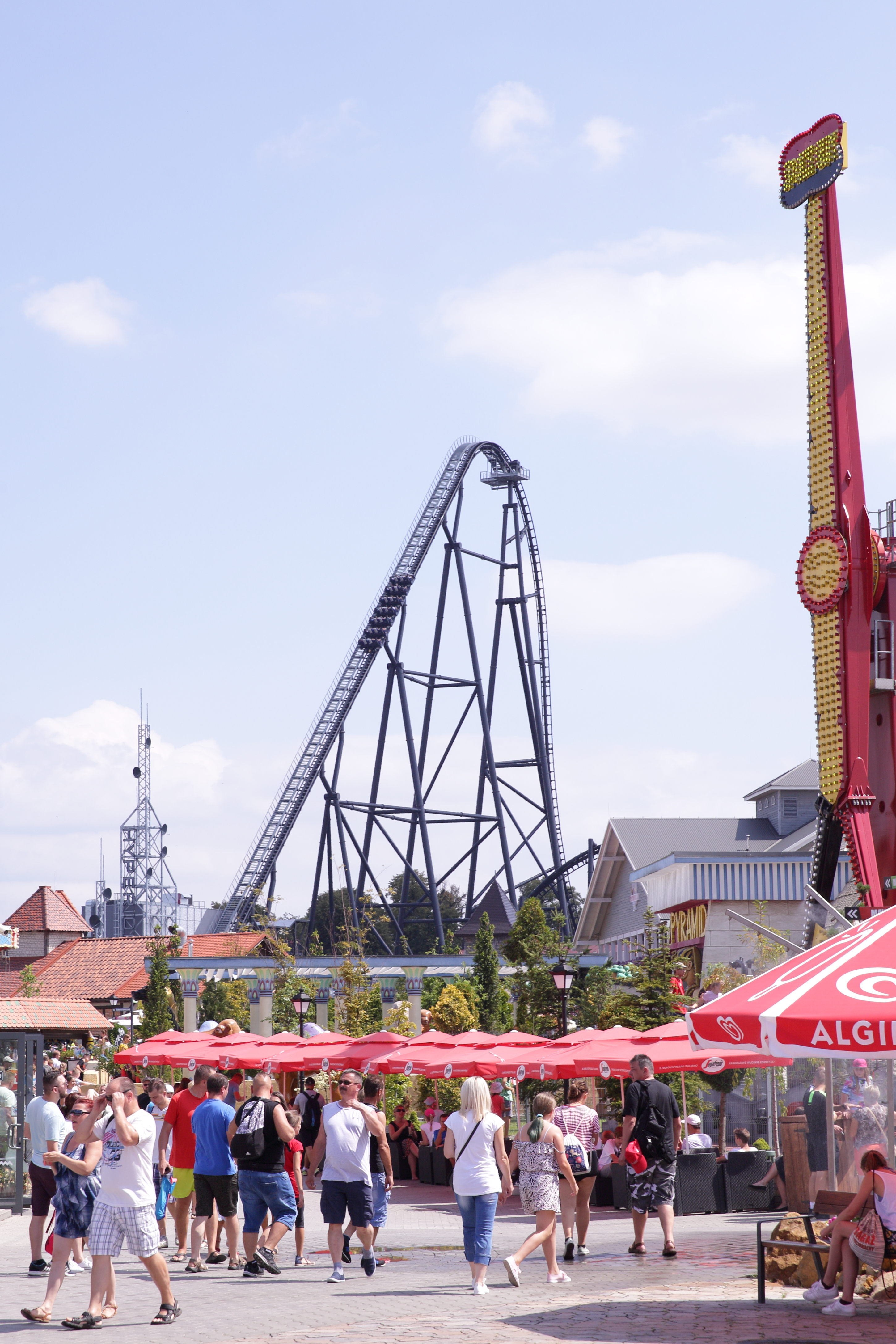
Il megacoaster Hyperion

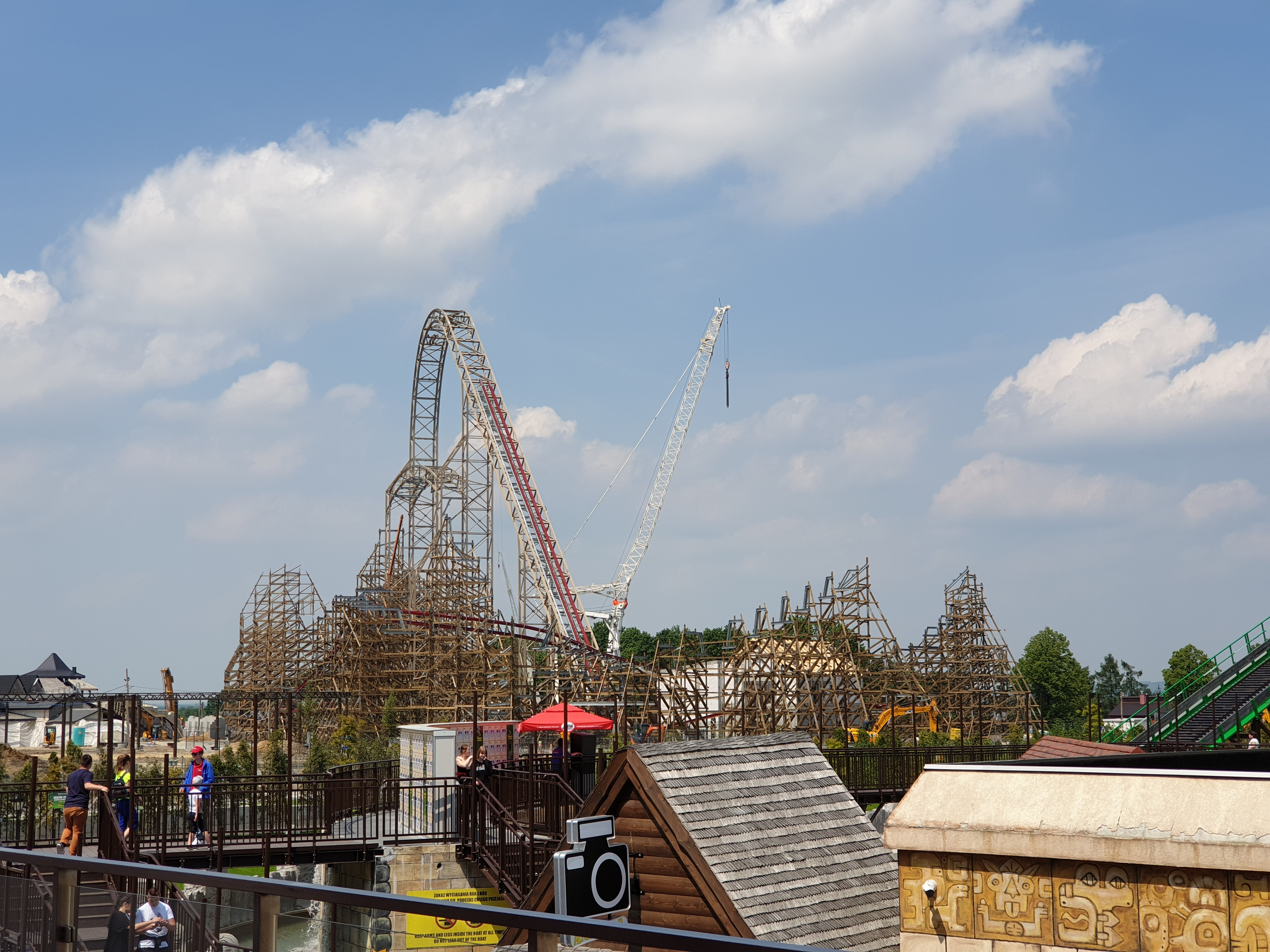
La montagna russa ibrida Zadra

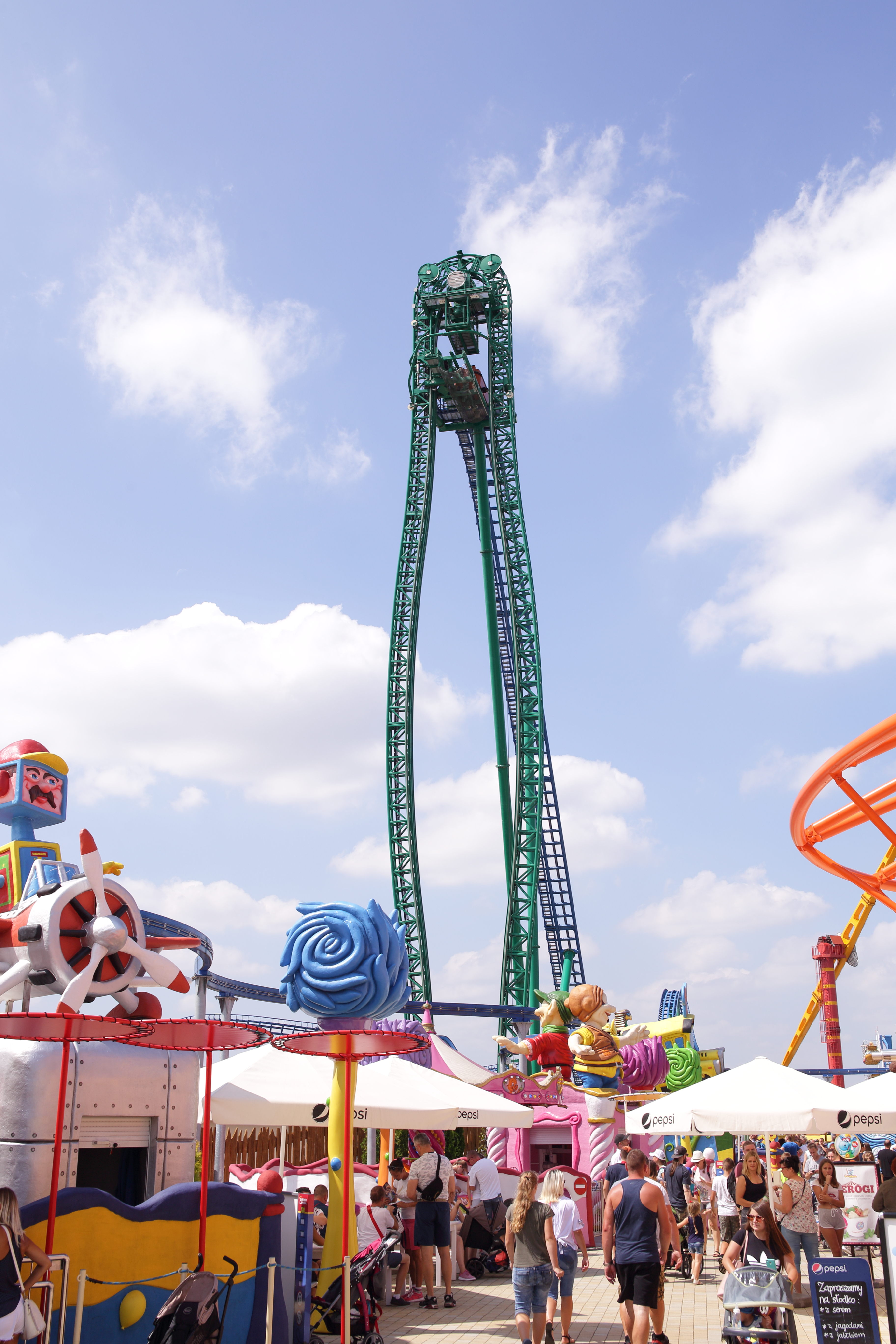
Il water coaster Speed

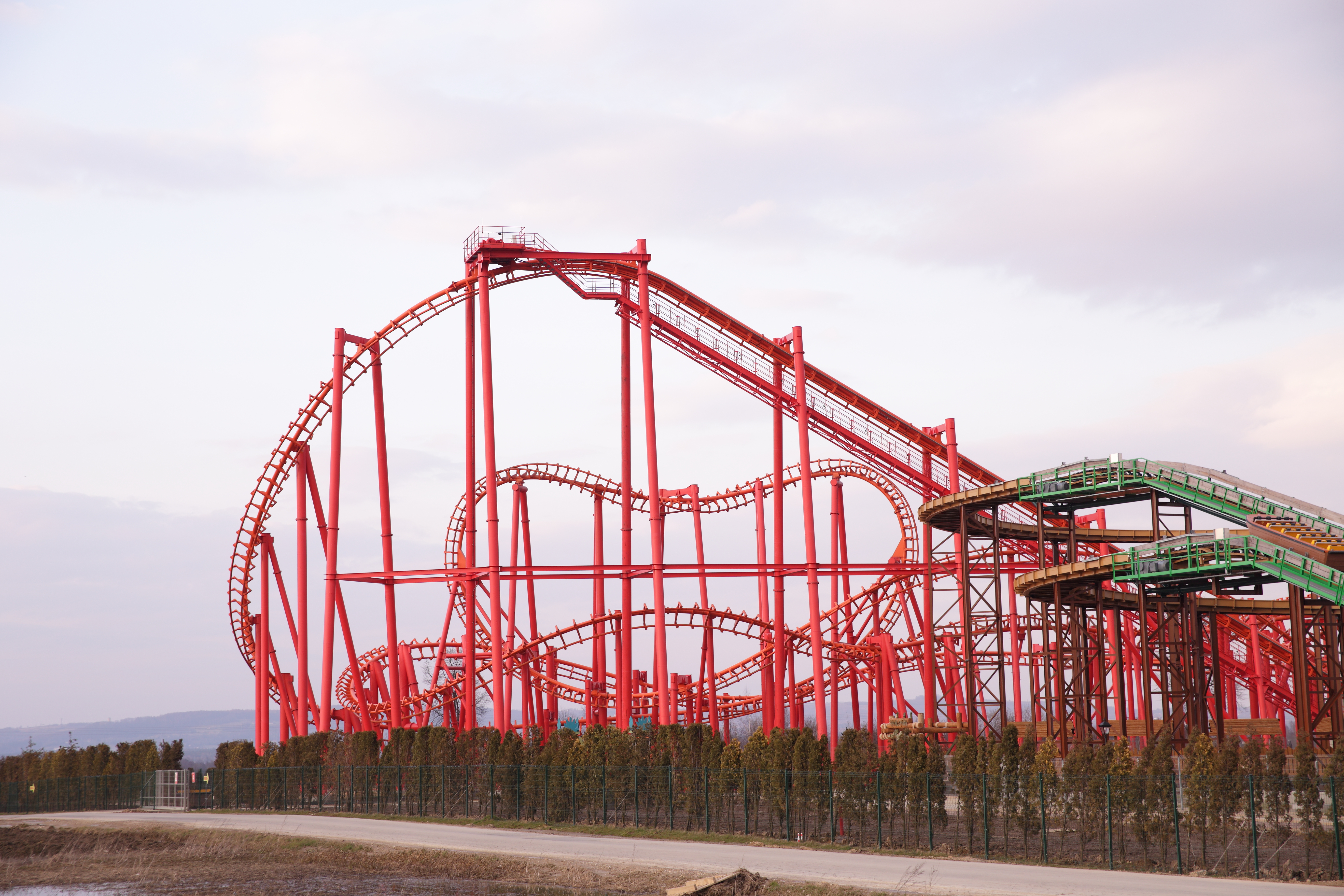
Il suspended looping coaster Mayan

Il parco dispone di molte attrazioni, tra cui montagne russe, attrazioni acquatiche e giostre comuni. Esso è diviso in 4 aree: l'area per bambini, quella per la famiglia, quella che contiene le attrazioni più estreme e un'area tematica completamente diversa, denominata Area del drago. Di seguito sono elencate le attrazioni, suddivise nelle aree tematiche di appartenenza.

### Area bambini
| Nome                              | Tipo di attrazione   | Descrizione e caratteristiche                                                                                          | Apertura |
| --------------------------------- | -------------------- | --- | -------- |
| 'Energuś' Roller Coaster          | Montagna russa       | Un junior coaster di Vekoma. – altezza: 13 m – velocità: 50 km/h – lunghezza: 335 m – vettura: 16 passeggeri in totale | 2015     |
| WRC Dodgems                       | Giostra              | | 2014     |
| Happy Loops                       | Montagna russa       | Un junior coaster di SBF Visa Group.                                                                                   | 2017     |
| Funny Cars Carrousel              | Giostra              | |          |
| Circus Drift Carrousel            | Giostra              | |          |
| Circus Coaster                    | Montagna russa       | Un junior coaster di SBF.                                                                                              | 2017     |
| Crazy Bus                         | Giostra              | |          |
| Air Show                          | Giostra              | |          |
| Magic Fly Is A Sight-Seeing Train | Trenino              | |          |
| Acrobatic Show                    | Giostra              | |          |
| Crazy Clown                       | Giostra              | |          |
| Sky Ships                         | Giostra              | |          |
| The Flying Swings Carousel        | Giostra              | |          |
| Big Fairytale Carousel "Sissi"    | Giostra              | |          |
| Jeep Safari                       | Trenino              | |          |
| Fairytale Carousel "Leo"          | Giostra              | |          |
| Dwarf Farm Carousel               | Giostra              | |          |
| Treasure Island Boats             | Attrazione acquatica | Un mini log flume di SBF.                                                                                              |          |
| The Arctic Slide                  | Giostra              | |          |
| Super Pump Carousel               | Giostra              | |          |

### Area famiglia
| Nome                      | Tipo di attrazione   | Descrizione e caratteristiche                                                                                    | Apertura |
| ------------------------- | -------------------- | --- | -------- |
| Splash Battle             | Attrazione acquatica | Un'attrazione acquatica interattiva di SBF Visa Group.                                                           | 2014     |
| RMF Dragon Roller Coaster | Montagna russa       | Un inverted coaster di Vekoma (Suspended Family Coaster). – altezza: 20 m – velocità: 75 km/h – lunghezza: 453 m | 2015     |
| Viking Village            |                      | |          |
| Planetarium               |                      | |          |
| Swiss Village             |                      | |          |
| Viking Ride               | Attrazione acquatica | Un'attrazione acquatica.                                                                                         |          |
| Swiss Water Cups          | Attrazione acquatica | |          |
| Jungle Adventure          | Attrazione acquatica | Un'attrazione a gommoni di Intamin.                                                                              | 2017     |
| Boomerang                 | Montagna russa       | Un junior coaster di Vekoma.                                                                                     | 2017     |
| Anaconda                  | Attrazione acquatica | Uno Shoot the Chute di Intamin.                                                                                  | 2017     |
| The Formula Autodrome     | Giostra              | Un autoscontro.                                                                                                  |          |
| Monster Attack            | Dark ride            | Una dark ride interattiva.                                                                                       |          |
| Mars Coaster              | Montagna russa       | Un junior coaster di SBF.                                                                                        | 2014     |
| The Golden Mine Ride      | Attrazione acquatica | Un log flume di SBF.                                                                                             | 2014     |
| The Planes Ride           |                      | |          |
| Frutti Loop Coaster       | Montagna russa       | Un bruco mela di SBF.                                                                                            | 2014     |
| Atlantis                  | Attrazione acquatica | Un'attrazione a gommoni di SBF.                                                                                  | 2014     |

### Area "estrema"
| Nome                  | Tipo di attrazione | Descrizione e caratteristiche                                                                    | Apertura |
| --------------------- | ------------------ | ------------------------------------------------------------------------------------------------ | -------- |
| Mayan                 | Montagna russa     | Un inverted coaster di Vekoma (Suspended Looping Coaster). – altezza: 33,3 m – velocità: 80 km/h | 2015     |
| Hyperion              | Montagna russa     | Un megacoaster di Intamin. – altezza: 77 m – velocità: più di 142 km/h – lunghezza: 1450 m       | 2018     |
| Speed Water Coaster   | Montagna russa     | Un water coaster di Intamin. – altezza: 50 m – velocità: 110 km/h                                | 2018     |
| Formuła 1             | Montagna russa     | Un launched coaster di Vekoma. – altezza: 24,7 m – velocità: 79,2 km/h – lunghezza: 560 m        | 2016     |
| Viking Roller Coaster | Montagna russa     | Un spinning Wild Mouse di SBF.                                                                   | 2014     |
| Space Gun             | Giostra            | Una giostra a pendolo di SBF.                                                                    |          |
| Space Booster         | Giostra            | Una giostra a pendolo roteante di Fabbri Group.                                                  |          |
| Aztec Swing           | Giostra            | Una giostra a pendolo di SBF.                                                                    |          |
| Apocalipto            | Giostra            | Un Top Spin di Fabbri Group.                                                                     |          |
| Tsunami Dropper       | Giostra            | Una torre a caduta libera di SBF.                                                                |          |

### Area del drago
| Nome             | Tipo di attrazione | Descrizione e caratteristiche | Apertura |
| ---------------- | ------------------ | --- | -------- |
| Zadra            | Montagna russa     | Una montagna russa ibrida (binario in acciaio, supporti in legno) di Rocky Mountain Construction. – altezza: 63 m – velocità: 121 km/h | 2019     |
| Frida            | Montagna russa     | Un junior coaster di Vekoma. – altezza: 13 m – velocità: 45 km/h – lunghezza: 247 m                                                    | 2019     |
| Draken           | Montagna russa     | Un junior coaster di Preston & Barbieri.                                                                                               | 2019     |
| Dragon Adventure |                    | Attrazione di Preston & Barbieri. | 2019     |
| Fuego            | Giostra            | Attrazione di Preston & Barbieri. | 2019     |

## Altre Strutture
Energylandia WaterPark, è un parco acquatico all'interno di Energylandia, con scivoli e piscine per ogni età, aperto per tutta l'estate.
Il Parco possiede anche diverse strutture alberghiere, tra Hotel e Camping.

## Curiosità
All'interno del parco sono presenti numerose attrazioni "copie" di parchi italiani, ad esempio Speed Water, è la copia del Water Coaster Divertical di Mirabilandia. Oppure la montagna russa Mayan altro non è che il gemello dell'italiano Blue Tornado di Gardaland, oppure The Planes, è la stessa tipologia del Volaplano del parco del garda.